# Joseph Hutchinson (Biologe)
Joseph Burtt Hutchinson (* 21. März 1902; † 16. Januar 1988) war ein britischer Botaniker und Landwirtschaftsexperte.
Hutchinson studierte, angeregt durch seinen Onkel, einen Botaniker der Regierung in Transvaal und Maisfarmer, Botanik an der University of Cambridge (St. John’s College). Dem schloss sich ein einjähriger Studienaufenthalt am Imperial College of Tropical Agriculture in Trinidad bei S. C. Harland an, wo er ab 1926 für die neu gegründete Cotton Research Station der Empire Cotton Growing Corporation als Genetiker arbeitete. Von 1957 bis zur Emeritierung 1969 war er Drapers Professor für Landwirtschaft an der Universität Cambridge.
Er ist für weltweite Forschungen zur Baumwolle bekannt, deren Taxonomie, Genetik und Evolution. Dazu sammelte er auf der Cotton Research Station Exemplare von Baumwollpfanzen aus Amerika, Afrika und Asien, wobei er vor allem die diploiden Sorten der Alten Welt bearbeitete (Harland bearbeitete die tetraploiden Sorten der Neuen Welt). Dazu war er auch von 1933 bis 1937 in Indien am Institute of Plant Industry in Indore. Sein Hauptwerk über Baumwoll-Taxonomie erschien 1947. In den 1940er Jahren plante die Corporation ihre Forschungsstationen in Trinidad und Barberton in Südafrika zu schließen und eine neue Station in Uganda zu eröffnen. Zwischenzeitlich wurde Hutchinson nach der 1944 erfolgten Schließung der Station in Trinidad Chefgenetiker der Forschungsstation der Regierung des Sudan nahe Khartum, bevor er 1947 an die neue Forschungsstation in Uganda in Nambulonge wechselte, die 1950 offiziell eröffnet wurde.
1948 erhielt er einen Sc.D. in Cambridge, 1966 wurde er Ehrendoktor (D.Sc.) der University of Nottingham und 1971 der University of East Anglia. 1951 wurde er Fellow der Royal Society, deren Royal Medal er 1967 erhielt. 1944 wurde er CMG.

## Schriften
- The evolution of Gossypium and the differentiation of the cultivated cottons, Oxford UP und Empire Cotton Growing Corporation, 1947
- The application of genetics to cotton improvement, Cambridge UP 1959 (Vorlesungen in Raleigh, North Carolina 1954)
- Population and food supply: essays on human needs and agricultural prospects, Cambridge UP 1969
- Essays on crop plant evolution, Cambridge UP 1965
- Farming and food supply; the interdependence of countryside and town, Cambridge UP 1972
- Evolutionary studies in world crops; diversity and change in the Indian subcontinent, Cambridge UP 1974
- The challenge of the third world, Cambridge UP 1975